# Assemblée de la République (Chypre du Nord)
Pour les autres articles nationaux ou selon les autres juridictions, voir Assemblée de la République.
10e législature
L'Assemblée de la République (en turc : Cumhuriyet Meclisi) est le parlement monocaméral de la république turque de Chypre du Nord, État non reconnu internationalement.

## Système électoral
L'Assemblée de la République est composée de 50 sièges pourvus pour cinq ans au scrutin proportionnel plurinominal de liste dans six circonscriptions électorales correspondants aux districts de Chypre du Nord : Lefkoşa, Gazimağusa, Girne, Güzelyurt, İskele et Lefke. Seules les listes ayant dépassé le seuil électoral de 5 % des suffrages exprimés au niveau national peuvent se voir attribuer des sièges. 
Les électeurs peuvent voter de deux manières différentes. Ils peuvent en effet voter pour la liste d'un parti, ce qui revient à voter pour chaque candidat présenté par le parti dans le district, avec la possibilité d'effectuer un vote préférentiel pour l'un des candidats de la liste afin de faire monter sa place dans celle ci.
Sinon, les électeurs peuvent ne pas choisir un parti et effectuer à la place un panachage en votant pour des candidats de différents partis. Dans ce type de vote mixte, les électeurs ne peuvent pas choisir plus de candidats que le nombre de sièges à pourvoir dans le district.